# Ябур, Василий
Василий Ябур (28 октября 1936, Стащин, округ Снина — 1 июня 2025, Прешов) — филолог, педагог и кодификатор русинского литературного языка на Пряшевщине (Словакия).
Учился в русской гимназии в Гуменном в 1947—1953 гг. После того, как в ЧССР вместо русификации карпато-русинов начали политику их украинизации, в 1954 г. окончил обучение в украинской средней школе в Снине. Затем продолжил образование в Высшей школе русского языка и литературы в Праге, которую окончил в 1958 году. В Университете Коменского в Братиславе защитил диссертацию на степень кандидата наук (1987) и получил звание доцента (1991).
Как специалист по функциональному языкознанию, преподавал в 1961—1977 гг. в Педагогической школе в Прешове, в 1964—1986 гг. в Университете Павла Йозефа Шафарика и в 1986—1993 гг. в Высшей педагогической школе в Нитре.
После революции 1989 года, Василий Ябур начал заниматься кодификацией русинского литературного языка.
Ябур является автором (или соавтором, вместе с Анной Плишковой и Кветославой Копоровой) серии учебников пряшевского варианта русинского языка для университетов, а также соавтором и главным редактором публикации «Правила русинского языка» с 1994 года, которая заложила основу нормативов русинского литературного языка в Словакии.
В 2021 году награждён Крестом Прибины 3 класса.
Умер 1 июня 2025 года в возрасте 88 лет.